# Emil Duborg
Emil Duborg (* 2. März 1878 in Harburg, Provinz Hannover, Königreich Preußen; † 1972 in Aumühle) war ein deutscher Lehrer, niederdeutscher Autor und Heimatforscher.

## Leben
Aufgewachsen in Harburg lebte Duborg danach zunächst in Dassendorf und später in Kröppelshagen-Fahrendorf, wo er von 1903 bis zu seiner Pensionierung 1939 als Lehrer unterrichtete. Kurz unterbrochen wurde die Zeit in Kröppelshagen durch seine Teilnahme am Ersten Weltkrieg, als er 1917 als Soldat eingezogen und an die Kriegsfront in Frankreich kommandiert wurde.
Nebenbei arbeitete Duborg als niederdeutscher Schriftsteller, der überwiegend Geschichten von und über Weihnachten schrieb. Außerdem betätigte er sich als Heimatkundler und interessierte sich besonders für Archäologie und Geologie.
Von 1945 bis zu seinem Tod lebte Emil Duborg in Aumühle.

## Ehrungen
1954 wurde Emil Duborg Ehrenbürger der Gemeinde Kröppelshagen-Fahrendorf, wo auch die Straße Emil-Duborg-Kehre nach ihm benannt wurde.

## Werke
- Hög Di, hög Di Minschenhart! Hoch- und plattdeutsche Gedichte för Weihnachtsfeiern. Heimatbuch-Verlag, Mölln 1918
- An ’n Wohld. Plattdütsche Gedichen. Schwarzenberg, 1920
- Palmsünndag. Platt- und hochdeutsche Gedichte. Lorenz, Schwarzenbek ca. 1920
- Sünnenschien. Hoch - und plattdeutsche Gedichte. Lorenz, Schwarzenbek 1920
- Wihnach is hüt. Hoch- u. plattdeutsche Gedichte. Lorenz, Schwarzenbek 1921
- Wihnachen! Wihnachsleeder un Gedichen. Lauenburgischer Heimatverlag, Ratzeburg 1927
- Fröhlich' Fest. Hoch- u. plattdeutsche Weihnachtsgedichte. Westphalen, Flensburg 1930
- Hög di mal. Hoch- und plattdeutsche Weihnachtsgedichte und -lieder. Bergas, Schleswig 1930
- All de Klocken klingen! 34 plattdütsche Wihnachsleeder. Bergas, Schleswig 1931
- Wenn't Wihnach ward. Kröppelshagener Wihnachsbook. Lehmann & Bernhard, Schönberg vor 1945
- Broder Lustig! Riemels för mien Lütten in Kröppelshagen. Bergedorfer Bücherstube, - Bergedorf ca. 1950
- Nu stickt wi all de Lichter an!. Ut mien ole Sammlungen; Plattdüütsche Wihnachsgedichen. Bergedorfer Bücherstube, Bergedorf ca. 1950
- Fröhliche, selige Weihnachtszeit. Hoch- u. plattdt. Weihnachtsgedichte. Freystatzky-Verlag, Ratzeburg 1952
- Sechs plattdeutsche Lieder zweistimmig gesetzt. Nölke, Bordesholm ca. 1920
- De Wihnachsmann in’n Snee. Für 2 Singstimmen (Chor) und Kammerorchester. Bosse, Regensburg 1938
- Fröhliche Wihnachen! Plattdüütsche Wihnachsleeder. Köster & Wobbe, Bergedorf ca. 1950
- Wat klingt de Klocken? Wihnachsleeder. Bergedorfer Bücherstube, Bergedorf ca. 1950
- Ehre sei Gott in der Höhe! Hoch- u. plattdeutsche Weihnachtslieder. Köster & Wobbe, Bergedorf ca. 1950
- Kindjes! Wihnachsgedichen. Bergedorfer Buchdruckerei, Bergedorf ca. 1950
- Matje Floris! Sagen ut Schleswig-Holsteen. Bergedorfer Bücherstube, Bergedorf ca. 1950
- Waldheimat. Gedichte. Bergedorfer Buchdruckerei, Bergedorf 1965
- An'n Sachsenwoold. Hoch- und plattdütschee Gedichen. Köster & Wobbe, Bergedorf
- Im Schein der Kerzen. Neue Lieder und Gedichte. Von Weihnachtsfreude und Weihnachtsfrieden für Schule und Haus.
- Freut Euch. Hoch- und plattdeutsche Weihnachtslieder der Kröppelshagener Schulmeisterei 1903–1939.
- Mein Kröppelshagen. Plattdüütsche Gedichen. 2 Bände, Ed. Wagner, Bergedorf
- Singet und bringet, Hoch- und plattdeutsche Weihnachtslieder, herausgegeben von Emil Duborg 1962
- Ünner´n Wiehnachtsboom: Plattdeutsche Weihnachtsgeschichten, Hrsg. Anne-Marga Sprick, Autoren: Theodor Storm, Pastor Lensch, Peter Rosegger, Gustav Frenssen, Wilhelm Lobsien, Klaus Witt, Agnes Miegel, Christian Kock, Emil Duborg und Klaus Groth, Boyens Buchverlag, Heide 2004, ISBN 978-3-9810912-1-2